# Romeins theater van Triëst
Het Romeinse theater van Triëst is een antiek theater in de Italiaanse stad Triëst, dat rond 150 na Chr. werd gebouwd.
In de 1e eeuw na Chr. werd Triëst onder keizer Vespasianus gesticht als een Romeinse colonia met de naam Tergeste. Er zijn enkele overblijfselen uit de Romeinse periode, zoals het theater en de basilica in de stad en de Riccardopoort op de heuvel. Het theater werd vermoedelijk door de Longobarden in de 6e eeuw verwoest.
Het theater werd op klassiek Romeinse wijze onder aan de heuvel buiten de stad aangelegd. De vier toeschouwersblokken boden plaats aan 6.000 personen. Het theater had een halfronde toeschouwerstribune en een toneel met decorgebouwen.
Tegenwoordig ligt het in het centrum van de stad. 's Zomers wordt er een festival georganiseerd, waarvoor het theater tijdelijk overdekt wordt.